# (400297) 2007 TQ124
(400297) 2007 TQ124 es un asteroide perteneciente al cinturón exterior de asteroides, descubierto el 6 de octubre de 2007 por el equipo del Spacewatch desde el Observatorio Nacional de Kitt Peak, Arizona, Estados Unidos.

## Designación y nombre
Designado provisionalmente como 2007 TQ124.

## Características orbitales
2007 TQ124 está situado a una distancia media del Sol de 3,970 ua, pudiendo alejarse hasta 5,253 ua y acercarse hasta 2,687 ua. Su excentricidad es 0,323 y la inclinación orbital 4,362 grados. Emplea 2889,81 días en completar una órbita alrededor del Sol.

## Características físicas
La magnitud absoluta de 2007 TQ124 es 15,5.